# Dumbrava Roşie
Dumbrava Roşie é uma comuna romena localizada no distrito de Neamţ, na região de Moldávia. A comuna possui uma área de 52.82 km² e sua população era de 7673 habitantes segundo o censo de 2007.